# 大野俶嵩
大野 俶嵩（おおの ひでたか、1922年（大正11年）1月20日 - 2002年（平成14年）9月5日）は、昭和・平成期の日本画家であり、京都市立芸術大学名誉教授である。

## 生涯
京都府京都市生まれ。本名は大野 秀隆。
須田国太郎の指導を受けた1941年（昭和16年）京都市立美術工芸学校日本画科を終えると、京都市立絵画専専門学校日本画科（現・京都市立芸術大学）を1943年（昭和18年）に卒業。
1948年には星野眞吾の推薦を受けパンリアル美術協会に参加し、下村良之介らと翌1949年に「パンリアル宣言」を発表、パンリアル美術協会を公に結成する。同年、第1回展を開催し、1958年（昭和33年）まで同展に出品。日本画の絵の具の基材である膠にホルマリンを混ぜて耐水性を持たせる方法を取り入れたのは、大野と同級だったド村と今井守彦であるという。
1958年、1961年のピッツバーグ国際現代絵画彫刻展のほか、海外の展覧会の出品は中南米巡回日本現代絵画展（1959年）を含む。グッゲンハイム美術館により「創生」が買い上げられるなど（1960年）海外でも活躍した。画号を「俶嵩」と改めるのは1961年である。1971年（昭和46年）から花をモチーフに据え、抽象絵画より南宋院体画風の伝統的で精緻な日本画に転じた。
2002年（平成14年）9月5日、多臓器不全の為死去。享年80歳。

## 経歴
- 第2回 国彩会展 国彩会賞受賞
- 1947年 第3回日展入選
- 1949年 第1回パンリアル展に出品。三上誠、星野眞吾らとパンリアル美術協会を結成。1958年退会。
- 1956年 第8回京都美術懇話会展
- 1957年 アジア・アフリカ美術展でコプト織を見て感銘を受ける。これを契機にドンゴロスを用いた作品を制作、翌年第16回パンリアル展に出品
- 1958年 ピッツバーグ国際現代絵画彫刻展（カーネギー・インスティチュート）[3]、パンリアル美術協会退会
- 1960年 日本画の新世代（国立近代美術館）
- 1964年 日本現代絵画展（コーコラン美術館他）
- 1970年 京都市立芸術大学助教授[4]
- 1973年 戦後日本美術の展開―抽象表現の多様化（東京国立近代美術館）。教授に就任[4]。
- 1982年 大野俶嵩画集 出版記念展（三条祇園画廊）[5][6]
- 1986年 戦後日本画の一断面―模索と葛藤（山口県立美術館）、個展（三条祇園画廊）[5]
- 1987年 京都市立芸術大学を退官、名誉教授となる[4]。日本画の4人展―大野俶嵩・下村良之介・星野眞吾・三上誠（和歌山県立近代美術館）[5][7]
- 1989年 個展 ―「物質」から華へ― （O美術館）[5][8][9]
- 1995年 個展 ―蒲公英―（ギャラリーカジカワ）[5]
- 1996年 日本の美術―よみがえる1964年（東京都現代美術館）
- 1998年 戦後日本画の革新運動―パンリアル創世紀展（西宮市大谷記念美術館）
- 2011年 コレクション展 2011―秋（和歌山県立近代美術館）[10]

## 作品
- 「ストリップ」（1950年）
- 「消えた虹」（1954年）
- 「鶏頭（おとずれ）」（1972年）[4]
- 「華厳」（1989年）[4]
- 「TWO FORMS」
- 「散華（さんげ）」

## 主な受賞
- 第2回 国彩会展 国彩会賞受賞
- 第3回 日展 入選（1947年）「海」[4]
- 第3回 京展 京都市長賞・新聞社賞（1947年）「城南の春」[4]
- 紺綬褒章（1979年）
- 京都市文化功労章（1983年）[4][11]
- 第7回 京都府文化賞 功労賞（1989年）[4][12]
- 京都府文化賞特別功労賞（2001年）[13]

### 出版物
- Corman, Cid; 大野俶嵩 [挿画] (1959). Clocked stone. Origin Press. NCID BA33369178
- ――――, ――; ―――― [挿画] (1964). All in all. Origin Press. NCID BA33369043
- 大野俶嵩『大野俶嵩の花 : 画集』京都書院、1975年。 NCID BA52134488。
- ――――『大野俶嵩素描集 : 花』京都書院、1977年。 NCID BN09269816。
- ――――『日本画 : 初歩から制作まで』日本放送出版協会、1978年6月20日。ISBN 4-14-032012-5。 NCID BN05309318。
- ――――『大野俶嵩画集 : 花に祈る』京都書院、1982年11月10日。ISBN 4-7636-1024-4。 NCID BN09269769。
- 梅原猛「大野俶嵩 : 実在の発見」『湖の伝説』16号、集英社〈梅原猛著作集〉、1982年。 NCID BN00418597。
- 梶川強、大野俶嵩『大野俶嵩画集出版記念展』三条祇園画廊、1982年。 NCID BA79965274。
- 大野俶嵩、梶川強、三条祇園画廊『大野俶嵩個展 = Hidetaka Ohno』三条祇園画廊、1982年。 NCID BB02923621。
- 日本放送協会、光瀬龍、大野俶嵩、坪井三郎、早乙女貢、奈良本辰也、綱淵謙錠、佐々木潤之介『宮本武蔵 : 二刀流の秘密. 宮本武蔵 : 漂泊の二十八年. 幕末大パニック : ええじゃないか. 御三家の反乱 : 幕末尾張藩秘話 ; 追跡! 瀬戸内の大海賊. 追跡! 戦国甲賀忍者軍団. 元勲たちのクーデター : 明治十四年政変の謎. 代議士大量逮捕 : 明治四十二年砂糖疑獄』30号、城山三郎; 福田晃; 色川大吉; 草柳大蔵、日本放送出版協会〈歴史への招待 / NHK [編]〉、1984年。 NCID BN0295101X。
- 大野俶嵩『大野俶嵩1985』三条祇園画廊、1986年。 NCID BA58253286。
- ――――『日本画 : 草花を描く 基礎から応用』マコー社、1986年。 NCID BN05209040。
- 和歌山県立近代美術館、大野俶嵩、下村良之介、星野眞吾、三上誠『日本画の4人 : 大野俶嵩・下村良之介・星野真吾・三上誠』和歌山県立近代美術館、1987年。 NCID BB17071525。
- 大野俶嵩、品川文化振興事業団O美術館『大野俶嵩展 : 「物質」から華へ』O美術館、1989年。 NCID BN04080379。
- 大野俶嵩『蒲公英』ギャラリーカジカワ、1995年。 NCID BA58088984。
- 岡崎市美術博物館、岡崎市、横山操、大野俶嵩、会田誠『現代の日本画 : 横山操から会田誠へ : その冒険者たち』中日新聞社、2003年。 NCID BA64041340。